# Can Salvador de la Plaza
Can Salvador de la Plaza, Can Palmada o Can Sivilla es un edificio que recibe actualmente el nombre de su uso: el de  Biblioteca Can Salvador de la Plaza. Está situada en la Plaza del Ayuntamiento, 31 del municipio de Calella ocupando un centro construido en siglo XIV y que está incluido en el Inventario del Patrimonio Arquitectónico Catalán. Es un servicio público de titularidad municipal, gestionada en convenio con la Diputación de Barcelona, y forma parte de la Red de Bibliotecas Municipales. Fue inaugurada el 23 de abril de 2006.
La biblioteca quiere ser un espacio de encuentro con vocación de garantizar el acceso a la información, la formación, la cultura y el ocio a los ciudadanos y entidades del municipio. Tiene una colección de unos 45 000 documentos y presta una atención especial al fondo local destacando también un fondo especial de Turismo y actividades turísticas de unos 300 documentos. Tiene una superficie de 909 m² distribuidos en tres plantas donde se organizan horas del cuento, talleres, clubes de lectura, presentaciones de libros y muchas otras actividades durante el año.

## Edificio
Es una casa de estilo gótico con tres fachadas en el espacio público: dos laterales en las calles de la Iglesia y Sivilla y la principal en la calle Bartrina y plaza del Ayuntamiento. Es de un cuerpo con planta baja, piso y desván, la fachada termina con una pequeña cornisa y la cubierta es a dos aguas. La puerta de entrada a la planta baja tiene un arco rebajado y encima mismo hay un balcón con arcos conopiales con pequeños relieves escultóricos, esto es el rasgo o el motivo más sobresaliente de la casa; también destacan las ménsulas que sostenían un matacán en el ángulo de la calle Bartrina. Antes de ser rehabilitada y biblioteca se encontraba en un mal estado de conservación.
El edificio fue la casa familiar de la dinastía de los Salvador que ha tenido entre sus miembros a destacados botánicos y farmacéuticos considerados como los mejores de Europa en su época. Podemos mencionar las figuras de Juan Salvador Boscà (Calella, 1598-Barcelona, 1681) y su hijo Jaume Salvador i Pedrol (Barcelona 1649-1740), ambos miembros del Consejo de Ciento, y Joan Salvador i Riera (Barcelona , 1683-1725) autor de un estudio monográfico sobre el arte de la pesca en Cataluña.
Los últimos miembros de la rama calellenca que ocuparon la casa fueron el médico José Salvador i Alsina (1819-1879) y su esposa Socorro Sivilla i Gener (1.856 a 1.911). Socorro, ya viuda, se marchó en 1882 a vivir con su hermano Tomás Sivilla que era obispo de Gerona. Unos años más tarde la casa fue alquilada por la familia Palmada que abrió un negocio de comestibles donde venían fruta, vino y otras bebidas.
En 1993 el Ayuntamiento adquirió el edificio con la intención de ubicar la nueva biblioteca. El proyecto inicial preveía su derribo, debido a su pésimo estado de conservación. Esta iniciativa provocó mucha polémica en la localidad al tratarse de un edificio protegido en su totalidad por el catálogo del Servicio del Patrimonio Arquitectónico de la Generalidad de Cataluña (según consta en la ficha de protección X-1987). Gracias a una fuerte reivindicación ciudadana y el apoyo de diversas entidades como la Asociación Cívica Capaspre se modificó el proyecto y se decidió preservar el edificio histórico y darle el uso que mantiene, hasta hoy, como biblioteca.